# Survivor Series (2012)
Survivor Series (2012) — щорічне pay-per-view шоу «Survivor Series», що проводиться федерацією реслінгу WWE. Шоу відбулося 18 листопада 2012 року в Бенкєрс Лайф-філдхаус у Індіанаполісі (США). Це було 26 шоу в історії «Survivor Series». Шість матчів відбулися під час шоу та ще один перед показом.